# Honoré II av Monaco
Honoré II av Monaco, född 1597, död 1662, var en monark (furste) av Monaco. Han var monark med titeln Herre av Monaco från 1604 till 1612, och antog sedan titeln furste. 

## Biografi
Sedan deras far hade mördats gömdes han och hans syster Jeanne av tjänare i källaren fram till att deras morbror kommit fram till Monaco och kunde ta kontrollen över staden som regent under Honorés minderårighet.  Morbrodern slöt sedan ett avtal med Spanien som gav Honoré en spansk garnison som kunde skydda hans arv, något som dock samtidigt lade Monaco under spanskt herravälde.  Honoré fördes sedan av sin morbror till Milano, som 1612 utropade herredömet Monaco till furstendöme utan protester från Spanien. Honoré stannade i Milano, där han uppfostrades och levde, fram till att han år 1615 återvände och själv tog kontrollen över statens affärer.  
Han slöt ett avtal med kardinal Richelieu som gav Monaco franskt beskydd mot Spanien, men lyckades inte få Frankrike att uppfylla sin del av avtalet förrän 1642, när han slöt ett nytt avtal med Ludvig XIII personligen.  Honoré II levde större delen av sitt liv i Monaco, där han utvecklade staden, gjorde om borgen invändigt till ett barockpalats och införde statliga religiösa högtider för att skapa sammanhållning mellan monarkin och allmänheten och en känsla av nationell identitet. 